# Порогування (обробка зображень)

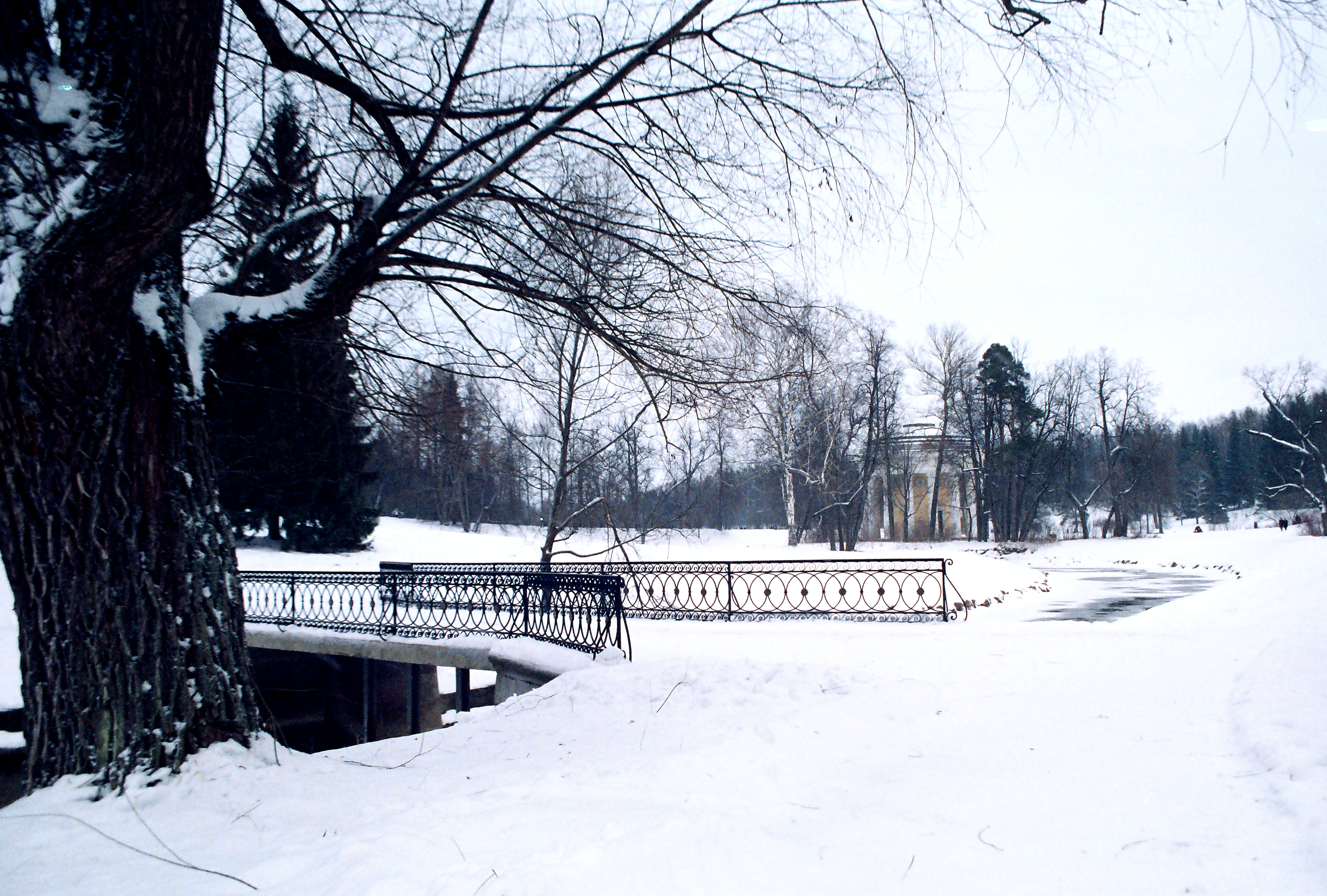
Початкове зображення

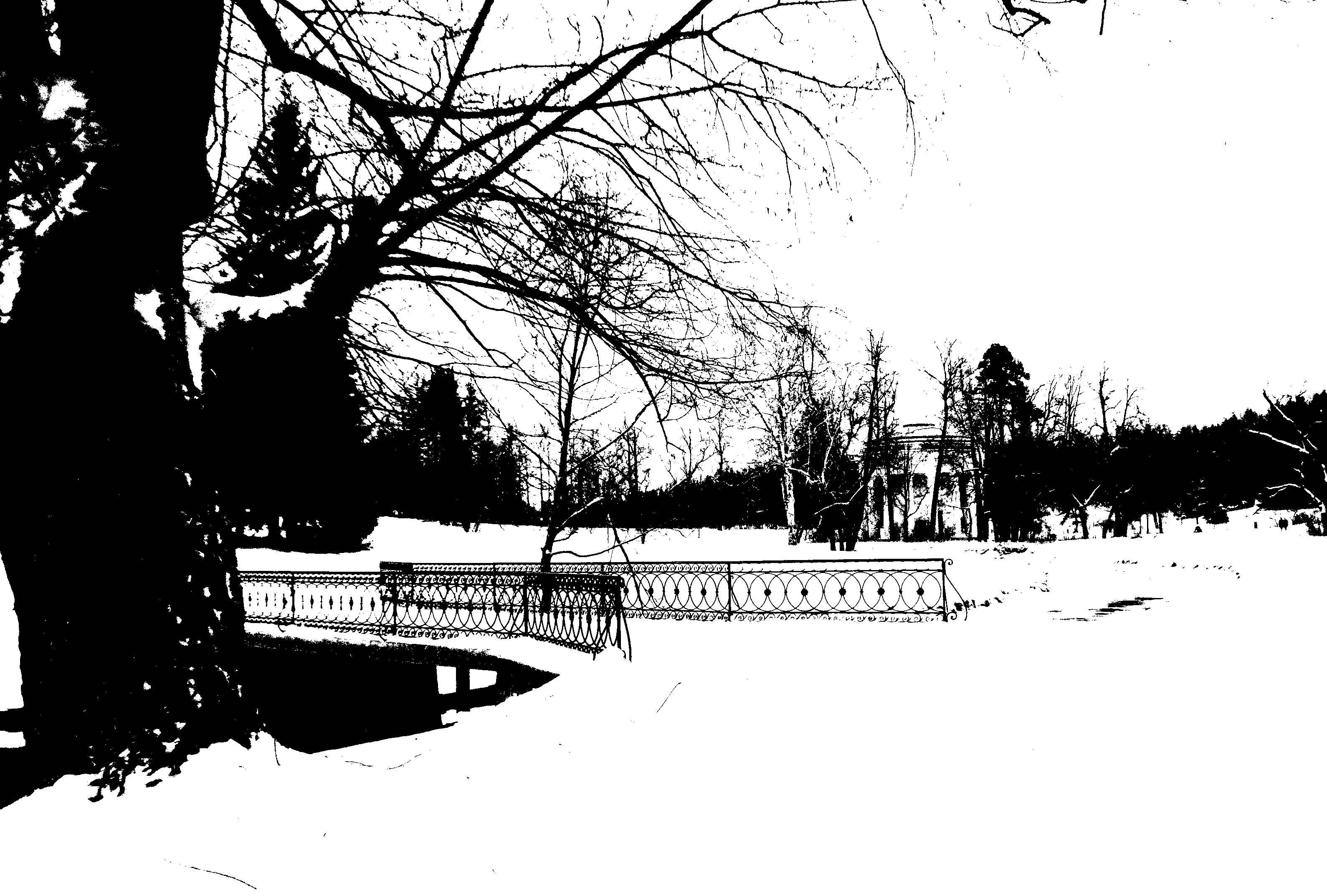
Приклад ефекту використання методу порогування

Порогування є найпростішим методом сегментації зображень. Із чорно-білого зображення методом порогування можна отримати бінарне зображення (Shapiro, et al. 2001:83).

## Означення
Найпростіший метод порогування полягає у заміні кожного пікселя зображення чорним пікселем, якщо інтенсивність зображення {\displaystyle I_{i,j}} є меншою, ніж деяка константа T (тобто {\displaystyle I_{i,j}<T}), або білим пікселем, якщо інтенсивність зображення є більшою, ніж T. На прикладі наведеного зображення, бачимо, що темна частина дерева стала повністю темною, а білий сніг став повністю білим.

## Класифікація порогових методів
Для того, щоб вибір порогового значення був повністю автоматизованим, необхідно, щоб комп'ютер автоматично вибирав порогове значення. T. Sezgin і Sankur (2004) класифікували порогові методи у наступні шість груп, які базуються на основі інформації, яка використовується алгоритмом (Sezgin et al., 2004):
- Методи, які базуються на формі гістограми, де, наприклад, аналізуються вершини, інтервали спадання та викривлення згладженої гістограми
- Методи, які базуються на основі кластеризації, в яких зображення сірого кольору кластеризуються поділом на дві частини: фон та передній план (об'єкта), або ж моделюються як комбінація двох функцій розподілу Гауса
- Методи, які використовують ентропію передньої та фонової областей зображення, перехресну ентропію між оригінальним та бінарним зображеннями[1]
- Методи на основі атрибутів об'єктів шукають міру подібності між чорно-білим і бінаризованими зображеннями, таку як нечітка подібність форми, збіг країв зображення і т. д.
- Просторові методи використовують розподіл ймовірності вищого порядку, або кореляцію між пікселями
- Локальні методи адаптовують порогове значення для кожного пікселя до локальних характеристик зображення. У цих методах для кожного пікселя на зображенні вибирається інше порогове значення Т
- Змішані методи використовують як глобальне, так і локальне порогове значення і адаптують кожне значення пікселя на основі як локальних, так і глобальних характеристик зображення.[2]

## Подальше читання
- Gonzalez, Rafael C. & Woods, Richard E. (2002). Thresholding. In Digital Image Processing, pp. 595–611. Pearson Education. ISBN 81-7808-629-8
- M. Luessi, M. Eichmann, G. M. Schuster, and A. K. Katsaggelos, Framework for efficient optimal multilevel image thresholding, Journal of Electronic Imaging, vol. 18, pp. 013004+, 2009. doi:10.1117/1.3073891
- Y.K. Lai, P.L. Rosin, Efficient Circular Thresholding, IEEE Trans. on Image Processing 23(3), pp. 992–1001 (2014). doi:10.1109/TIP.2013.2297014
- Scott E. Umbaugh (2018). Digital Image Processing and Analysis, pp 93–96. CRC Press. ISBN 978-1-4987-6602-9